# Гров (Оклахома)
Гров (англ. Grove) — місто (англ. city) в США, в окрузі Делавер штату Оклахома. Населення — 6956 осіб (2020).

## Географія
Гроув розташований за координатами 36°35′32″ пн. ш. 94°47′42″ зх. д. / 36.59222° пн. ш. 94.79500° зх. д. (36.592166, -94.795112).  За даними Бюро перепису населення США в 2010 році місто мало площу 23,96 км², з яких 23,79 км² — суходіл та 0,17 км² — водойми.

## Демографія
Згідно з переписом 2010 року, у місті мешкали 6623 особи в 2996 домогосподарствах у складі 1880 родин. Густота населення становила 276 осіб/км².  Було 3665 помешкань (153/км²).
Расовий склад населення:
| - 79,2 % — білих - 11,4 % — корінних американців - 0,8 % — азіатів - 0,3 % — чорних або афроамериканців - 0,1 % — вихідців з тихоокеанських островів - 1,0 % — осіб інших рас |

До двох чи більше рас належало 7,2 %. Частка іспаномовних становила 3,4 % від усіх жителів.
За віковим діапазоном населення розподілялося таким чином: 20,6 % — особи молодші 18 років, 49,7 % — особи у віці 18—64 років, 29,7 % — особи у віці 65 років та старші. Медіана віку мешканця становила 49,5 року. На 100 осіб жіночої статі у місті припадало 81,1 чоловіків;  на 100 жінок у віці від 18 років та старших — 79,9 чоловіків також старших 18 років.
Середній дохід на одне домашнє господарство  становив 58 352 долари США (медіана — 40 061), а середній дохід на одну сім'ю — 70 694 долари (медіана — 53 956). Медіана доходів становила 41 546 доларів для чоловіків та 30 985 доларів для жінок. За межею бідності перебувало 17,1 % осіб, у тому числі 33,6 % дітей у віці до 18 років та 5,6 % осіб у віці 65 років та старших.
Цивільне працевлаштоване населення становило 2332 особи. Основні галузі зайнятості: освіта, охорона здоров'я та соціальна допомога — 24,7 %, мистецтво, розваги та відпочинок — 14,2 %, роздрібна торгівля — 12,3 %.